# Sint Bernarduspolder
De Sint Bernarduspolder is de op een na kleinste polder van Nederland. De polder ligt aan de Nieuwendammerdijk in Amsterdam-Noord en bestaat voornamelijk uit twee volkstuintjes en het bedrijfsterrein van een jachthaven. Het eigen poldergemaal slaat uit op Zijkanaal K.